# Theodorich Strabón
Theodorich Strabón (5. století? - 481, Thrákie) byl ostrogotský panovník, vůdce thráckých Gótů, který se podílel na politické situaci v Byzantské říši za vlády byzantských císařů Leona I., Zenona a Basiliska. Stál v čele skupiny ostrogótských foederátů, usídlených v Thrákii, kteří bojovali proti panonským ostrogótům pod vedením Theodoricha Velikého, který po smrti Strabóna získal nadvládu nad jeho skupinou a Ostrogóty sjednotil.
Pocházel stejně jako Theodorich Veliký z rodu Amalů, ale z odlišné větve. Jeho otcem byl Triarius a měl dva bratry. Za manželsku měl Sigildu, sestru alanského generála magistera militum Aspara, jejich syn se jmenoval Recitach. Byl současníkem slavnějšího Theodoricha Velikého. Kolem 459 je doloženo, že byl v přátelském vztahu s byzantskou říší, pravděpodobně byl jedním z foederatů, který dostával roční rentu od Byzantinců. Podněcován byzantinskými císaři, bojoval proti panonským Gótům vedených Theodorichem Velikým. Často docházelo ke spojení obou skupin Gótů proti císaři, pak pořádali ničivé nájezdy do vnitrozemí říše.

## Za vlády Leona
V roce 471 byl zavražděn Aspar, pravděpodobně na příkaz samotného císaře Leona I., proto se Strabón vzbouřil, chtěl pomstít smrt svého příbuzného. Strabón byzantskému císaři dal podmínky za kterých by mohl být nastolen znovu mír. Mezi podmínkami byla i možnost trvalého usazení Gótů v Thrákii a jeho jmenování do čela Gótů. Pro neshody, kdy Leon naopak požadoval přísahu věrnosti, zahájil Strabón vojenské tažení proti městům v Thrákii. Jeho armáda zaútočila na Philippi či Philippopolis, zatímco on vedl zbývající muže k útoku a obsazení Arcadiopolisu v dnešním Turecku. Když Gótové vyčerpali své zásoby podepsali v roce 473 s Leonem mír. Byzantinci nakonec přistoupili na Strabónovi podmínky, platili Gótům roční rentu 2000 liber zlata, uznali jejich nezávislost a Strabón se stal magister militum thráckých Gótů.

## Za vlády Zenona
Po smrti Leona I. v lednu 474 se Strabón vzbouřil proti nově jmenovanému císaři Zenonovi. Zabil Heracliuse, magistera militum v Thrákii a to i přes zaplacení výkupného, důvodem mu bylo podezření, že se Heraclius podílel na vraždě Aspara. Po svržení Zenona v roce 475 mu během krátké vlády Basilisca byli navráceny jeho hodnosti, ale magister militum byl jmenován Flavius Armatus, proto se Strabón obrátil i proti Basiliskovi. Když se v roce 476 vrátil z exilu do Konstantinopole Zenon a svrhl z trůnu Basilisca, spojil se s Theodorem Velikým a nařídil mu, aby napadl Strabóna. Strabón proto poslal vyslance k byzantskému císaři s nabídkou míru a s obviněním Theodoricha Velikého, z čehož Zenon vytušil jen další Strabónovo spiknutí a za pomoci senátu ho nechal prohlásit za veřejného nepřítele. V roce 478 Zenon uskutečnil svůj plán, Theodoricha Velikého poštval proti Strabónovi s příslibem vojenské pomoci ze strany byzantské říše. Když Theodorich Veliký přišel k hoře Soundis, nenašel zde očekávané posily římské armády, ale Strabóna v silně opevněném táboře. Po gótském střetů Strabón nutil Theodorich Velikého k žádosti o mír. Nakonec se dohodli a oba protivníci předložili společnou žádost byzantskému císaři. Požadovali rozšíření území v Moesii pro gótský lid.
I v dalších letech byl Strabón neustálou hrozbou pro císaře Zenona a tak Zenon přesvědčil nomádský kmen Protobulharů k napadnutí Strabóna na území Thrákie. V letech 480/481 se Strabónovi podařilo Protobulhary porazit a postoupit ke Konstantinopoli, ale pro problémy mezi vlastními lidmi, byl nucen se vrátit do Řecka. V tábořišti u Stabulum Diomedis nedaleko Philippi v Thrákii se snažil nasednout na nepoddajného koně, přitom upadl na kopí a zemřel.